# 特拉维夫证券交易所

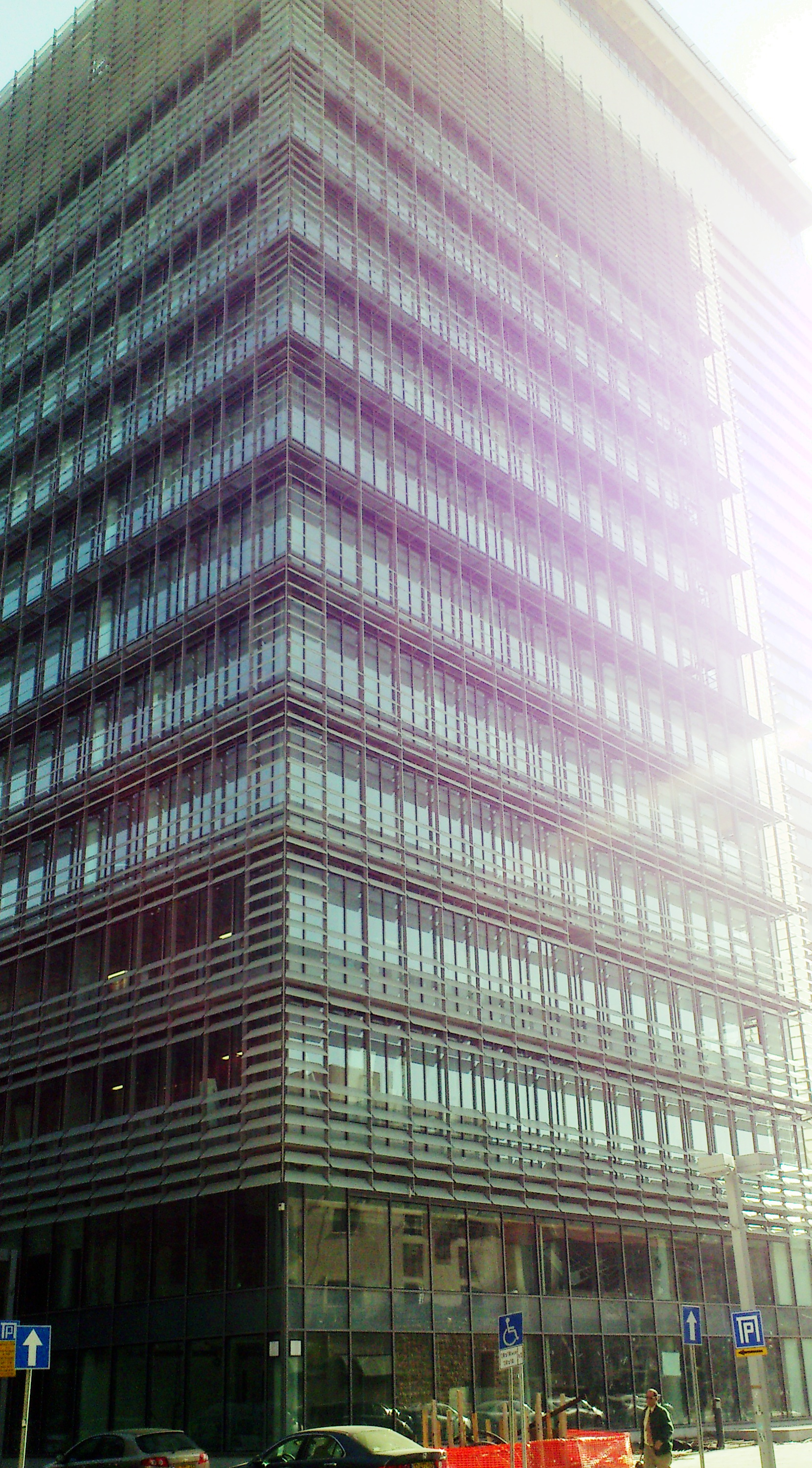
特拉维夫证券交易所大楼

特拉维夫证券交易所（希伯來語：‎），位于以色列特拉维夫市，为以色列唯一的证券交易所。
目前，特拉维夫证券交易所上市公司共有622家。

## 历史
1953年，特拉维夫证券交易所成立。1983年，迁至Ahad Ha-Am大街。2014年，迁至现址（Shalom Meir塔）。